# Stazione di Sano
La stazione di Sano (佐野駅?, Sano-eki) è una stazione ferroviaria di interscambio di Sano, nella prefettura di Tochigi gestita dalla JR East e dalle Ferrovie Tōbu.

## Linee
JR East
■ Linea Ryōmō
 Ferrovie Tōbu
■ Linea Tōbu Sano

## Struttura
La stazione ospita al suo interno i binari JR e Tōbu, separati gli uni dagli altri da differenti varchi di accesso. 
Ciascuna delle due compagnie possiede due binari passanti con un marciapiede a isola centrale.

### Stazione JR
| Binario | Linea         | Destinazioni principali    |
| ------- | ------------- | -------------------------- |
| 1       | ■ Linea Ryōmō | Kiryū, Maebashi e Takasaki |
| 2       | ■ Linea Ryōmō | Tochigi e Oyama            |

### Stazione Tōbu
| Binario | Linea             | Destinazioni principali |
| ------- | ----------------- | ----------------------- |
| 1       | ■ Linea Tōbu Sano | Tatebayashi             |
| 2       | ■ Linea Tōbu Sano | Kuzū                    |

## Stazioni adiacenti
| «               | Servizio    | »           |
| Linea Ryōmō     | Linea Ryōmō | Linea Ryōmō |
| --------------- | ----------- | ----------- |
| Tomita          | -           | Iwafune     |
| Linea Tōbu Sano |             |             |
| Sanoshi         | -           | Horigome    |